# Joachim Ringelnatz
Joachim Ringelnatz (Wurzen, 7 augustus 1883 – Berlijn, 17 november 1934) was een veelzijdig Duits kunstenaar, maar hij werd het meest bekend als  dichter. Zijn korte, humoristische en vaak bizarre gedichten, o.a. rondom het door hem gecreëerde personage Kuttel Daddeldu worden door veel Duitse literatuurhistorici ten dele tot het expressionisme gerekend. Maar zijn werk is eigenlijk niet echt in een hokje van een bepaalde stroming onder te brengen. Ringelnatz' poëzie is, vanwege veel woordspelingen en spel met rijm en metrum, moeilijk uit het Duits te vertalen.

## Levensloop

### 1883-1901: Jeugd en opleiding
Joachim Ringelnatz werd op 7 augustus 1883 te Wurzen, een Saksisch provinciestadje, geboren als Hans Gustav Bötticher. Zijn vader, Georg Bötticher, was een afstammeling van geleerden en evangelisch-lutherse dominees. Zijn grootouders van moederskant bezaten een zaagmolen. Beide ouders van Joachim hadden artistiek talent. Vader schreef kinderboeken en -gedichtjes, moeder  naaide poppenkleertjes. Toen Hans drie jaar was, verhuisde het gezin naar Leipzig, 25 km verderop. Hans' vader maakte meer indruk op hem dan zijn moeder. Vader correspondeerde met schrijvers, dichters, beeldende kunstenaars en geleerden van naam. Hij maakte een imponerende indruk op Hans, maar stond de jongen ook meer toe dan zijn moeder deed; zij kon het niet echt met de jongen vinden. Vader Bötticher was vanaf 1900 full-time kinderboekenschrijver.  In 1901 zou Hans enig werk samen met zijn vader publiceren.
Zijn schooltijd ervaarde Hans Bötticher als een kwelling. Hans zag er in de ogen van leeftijdgenoten wat vreemd uit,  met een lange neus en vooruitstekende kin, en hij was klein van stuk. In zijn jeugd werd Hans daarom vaak gepest. Hij reageerde dit af met tegendraads, vlerkerig gedrag, stoerdoenerij, maar soms ook door thuis in een hoekje te tekenen en verhaaltjes te schrijven. Eén zo'n werk, met tekeningen, maakte Hans reeds op negenjarige leeftijd, en is ook uitgegeven. Ook kon Hans niet tegen de strenge discipline op school; toen hij achttien was, in 1901, had hij alleen maar een getuigschrift op zak, dat hij was overgegaan naar de voorlaatste klas van een met de Nederlandse HBS vergelijkbare Realschule.

### 1901-1919: Zeeman en vagebond
In 1901 monsterde Hans Bötticher te Hamburg aan op een zeilschip als scheepsjongen, want hij had een diep gekoesterde wens, zeeman te worden. Het harde en gedisciplineerde leven aan boord bleek een deceptie voor hem. Hij werd gepest en soms ook geslagen. Terug in Hamburg was hij werkloos en straatarm. Eind 1901 was hij zelfs hulpje bij een kermisgast, hij hielp deze, de pythons in zijn slangenkraam te versjouwen. Korte periodes op zee werden afgewisseld met een leven van twaalf ambachten, dertien ongelukken aan wal, o.a. in Hull, Engeland. Omdat Hans slechte ogen had, werd hij voor dienst bij de Kaiserliche Marine aanvankelijk afgekeurd. Af en toe regelde Hans' vader tijdelijke baantjes voor hem, of zorgde voor het publiceren van zijn eerste verhalen en gedichten.
Vanaf 1909 kon Hans optreden in het door Kathi Kobus uitgebate kunstenaarscafé Simplicissimus (Simpl) te München. Zijn honorarium was niet meer dan een paar glazen bier en later een klein beetje geld. Hij droeg er eigengemaakte gedichten en mogelijkerwijze ook sketches voor. Als bijverdienste maakte hij toen reclamerijmen voor een tabakswinkel (die echter al na een paar maanden failliet ging). Vanaf 1910 werd ook een kinderboek van Hans' hand uitgegeven. Van een bevriend geleerde kreeg hij les in o.a. klassieke talen en geschiedenis, zodat hij in de literaire en intellectuele kringen, waar hij was beland, beter kon meepraten. In 1911 verliet hij München alweer, en overleefde ternauwernood een strenge winter in Koerland, waar hij twee landschapsschilderijen van eigen hand had weten te verkopen, maar als onderdak slechts over een onverwarmd strandhuisje kon beschikken. Hier schreef hij het eerste deel van een autobiografisch boek.  In de jaren daarop was Hans o.a. privé-bibliothecaris bij een edelman. In 1913 verscheen zijn eerste echt bekend geworden dichtbundel, Die Schnupftabaksdose (De snuifdoos), met humoristische, soms absurde poëzie, waarvoor hij echter maar een karig honorarium uitbetaald kreeg.
Zoals veel Duitsers, was Hans Bötticher in 1914 zeer enthousiast, toen hij aan de Eerste Wereldoorlog ging deelnemen. Zijn dienst, bij de marine, o.a. als commandant van een mijnenveger met Cuxhaven als thuishaven, ervoer hij als teleurstellend. De oorlog was bij lange na niet zo avontuurlijk en spannend als hij aanvankelijk had verwacht. In deze tijd schreef hij ook weer, o.a. enkele oorlogsnovellen (Die Woge). In 1918 overleed Hans' vader en deserteerde hij voor korte tijd om zijn vader, van wie hij altijd had gehouden, de laatste eer te kunnen bewijzen.
Het jaar 1919 was voor Hans bijna rampzalig. Ontmoetingen met aanhangers van de Novemberrevolutie verliepen teleurstellend; zijn werk, o.a. een aantal toneelstukken, was door de politieke omwentelingen gedateerd geworden en werd dus niet uitgegeven, en hij leed honger. In december 1919 nam Hans het pseudoniem Joachim Ringelnatz aan. Joachim een bijbelse naam, omdat hij ondanks alles in God geloofde; en Ringelnatz wellicht als verbastering van Ringelnass, een zeemanswoord voor een zeepaardje, een dier, dat hij graag tekende.

### 1920-1932: Succesvolle jaren
In 1920 leerde Joachim de onderwijzeres Leonharda Pieper (1898-1977) kennen en trouwde in dat zelfde jaar nog met haar. Zij waren gelukkig samen. Joachim gaf zijn vrouw de eigenaardige koosnaam Muschelkalk. Het jonge paar leefde van 1920-1930 in een kraakpand te München en vanaf 1930 te Berlijn. Breed hadden zij het niet. Ringelnatz had af en toe bijbaantjes, maar belangrijk voor hem was, dat hij als reizend cabaretier en voordrachtskunstenaar kon leven, bij alles door zijn vrouw liefdevol bijgestaan. In 1925 was hij enkele weken in Parijs werkzaam, waar hij o.a. Jean Cocteau en de expressionistische schilder van vrouwelijk naakt Jules Pascin ontmoette.
In 1927 trad Joachim op voor de radio, en enkele van zijn optredens werden op de grammofoonplaat vastgelegd. Bij de uitgeverij van Alfred Richard Meyer alias Munkepunke verschenen Joachims meest succesvolle dichtbundels, Kuttel Daddeldu oder das schlüpfrige Leid en Turngedichte . In deze tijd publiceerde Joachim Ringelnatz ook kinderboeken, en was actief als kunstschilder (overigens, zonder veel schilderijen te kunnen verkopen, uitgezonderd een succesvolle veiling in 1923; bedacht moet worden, dat Bötticher/Ringelnatz nooit de kunstacademie heeft bezocht en ook geen andere schilderlessen heeft gehad; zijn schilderijen hebben dus een ietwat ongeschoold uiterlijk). Ringelnatz voelde zich in het artistiek vrijere Berlijn van de jaren-1920 beter thuis dan in het conservatievere München. In het artistieke Berlijnse milieu ontmoette hij o.a. Renée Sintenis, Karl Hofer, Kurt Tucholsky, de bekende cabaretière Claire Waldoff, Otto Dix, de bekende glaskunstenaar Otto Linnemann en de kunsthandelaar Alfred Flechtheim.  Ringelnatz' artistieke werk evolueerde zich in de jaren-1920 geleidelijk van satirisch en absurd in een meer serieuze en filosofisch getinte richting. Wel kostten Joachims vele reizen soms meer geld, dan Joachim en Muschelkalk konden missen. In 1932 trad hij nog één keer op in Simplicissimus, en reisde daarna als acteur door geheel Duitsland; hij speelde een hoofdrol in zijn eigen toneelstuk Die Flasche.

### 1933-1934: Laatste jaren, onder het nazi-bewind
Joachim Ringelnatz heeft zich nooit veel met politiek bezig gehouden. In 1933, toen Adolf Hitlers NSDAP aan de macht was gekomen, werd hij op bittere wijze met de nieuwe realiteit geconfronteerd. Ringelnatz mocht niet meer optreden, en er werden ook exemplaren van zijn boeken verbrand. Joachims gezondheid, die nooit optimaal was geweest, ging in 1933 verder achteruit, toen hij tuberculose kreeg. Hij kon in 1934 nog enkele keren in Zwitserland op het toneel verschijnen, maar zijn ziekte bleek ongeneeslijk. Joachim Ringelnatz overleed in Berlijn op 17 november 1934. Na zijn crematie werd een door Renée Sintenis ontworpen, van Muschelkalk gemaakte, steen op zijn graf gelegd. Muschelkalk Ringelnatz nam haar oude naam Leonharda Pieper weer aan, hertrouwde met een arts, fan van Joachim, en kreeg één zoon Norbert Gescher (1938-2021), die de collectie memorabilia en notities van Ringelnatz nagelaten heeft aan het Ringelnatz-Museum in Cuxhaven.

## Werk als schrijver e.d.

### Gedichten
- Die Schnupftabaksdose. Stumpfsinn in Versen und Bildern, editie uit 1912
- Gedichte, Gedichte von Einstmals und Heute, editie uit 1934
- 1909: Simplicissimus-Künstler-Kneipe und Kathi Kobus.
- 1910: Gedichte
- 1912: Die Schnupftabaksdose. Stumpfsinn in Versen und Bildern. R. Piper Verlag, München.
- 1917: H.M.S.D.
- 1920: Joachim Ringelnatzens Turngedichte.[7]
- 1920: Kuttel Daddeldu oder das schlüpfrige Leid.
- 1921: Die gebatikte Schusterpastete.
- 1922: Taschenkrümel.
- 1922: Janmaate. Topplastige Lieder.
- 1922: Fahrensleute.
- 1923: Turngedichte. (Nieuwe editie met illustraties door Karl Arnold). Kurt Wolff Verlag, München
- 1923: Kuddel Daddeldu. (Nieuwe editie met 25 tekeningen door Karl Arnold), Kurt Wolff Verlag, München
- 1923: Vorstadt-Bordell.
- 1927: Reisebriefe eines Artisten. Ernst Rowohlt Verlag, Berlin.
- 1928: Allerdings. Gedichte („Ginster gewidmet“; met omslagillustratie door Rudolf Grossmann). Ernst Rowohlt Verlag, Berlin.
- 1928: Einige Gedichte von Joachim Ringelnatz.
- 1929: Flugzeuggedanken. (gewijd aan Ernst Stettenheimer; met omslagillustratie door  Olaf Gulbransson). Ernst Rowohlt Verlag, Berlin.
- 1931: Joachim Ringelnatz. Bloemlezing gedichten en proza
- 1932: Gedichte dreier Jahre (gewijd aan M. H. Wilkens). Rowohlt Verlag, Berlin.
- 1933: 103 Gedichte (gewijd aan Asta Nielsen). Rowohlt Verlag, Berlin.
- 1934: Gedichte, Gedichte von Einstmals und Heute (gewijd aan Paul Wegener). Rowohlt Verlag, Berlin.

### Proza
- 1913: Ein jeder lebt’s. Novellen.
- 1922: Die Woge. Marine-Kriegsgeschichten.
- 1922: Weitab von Lappland.
- 1923: Kuttel Daddeldu erzählt seinen Kindern das Märchen vom Rotkäppchen und zeichnet ihnen sogar was dazu.
- 1924: …liner Roma…[8]
- 1924: Nervosipopel. Elf Angelegenheiten.

### Toneel[9]
- 1921: Mannimmond. Eine einaktige Groteske.
- 1921: Bühnenstar und Mondhumor. Einaktige Groteske.
- 1927: Doktors engagieren. Operette in drei Akten.
- 1932: Die Flasche und mit ihr auf Reisen. Rowohlt Verlag, Berlin.
- 1932: Briefe aus dem Himmel. Kammerspiel in drei Akten.

### Kinderboeken
- 1910: Kleine Wesen.
- 1910: Was Topf und Pfann’ erzählen kann. Ein lustiges Märchen.
- 1921: Der lehrreiche, erstaunliche und gespassige Zirkus Schnipsel! Entdeckt von Joachim Ringelnatz.
- 1924: Geheimes Kinder-Spiel-Buch mit vielen Bildern.[10]
- 1931: Geheimes Kinder-Verwirr-Buch mit vielen Bildern.

### Autobiografische boeken
- 1911: Was ein Schiffsjungen-Tagebuch erzählt.
- 1928: Matrosen. Erinnerungen, ein Skizzenbuch: handelt von Wasser und blauem Tuch.
- 1928: Als Mariner im Krieg.
- 1931: Mein Leben bis zum Kriege.
- 1932: Die Flasche und mit ihr auf Reisen.

### Kuttel Daddeldu
De naam Kuttel Daddeldu is ten dele aan zeemansjargon ontleend. Daddeldu is vrijwel zeker een verbastering van een Engels commando that will do, je dienst zit er voor vandaag op, tijd voor ontspanning.
Kuttel Daddeldu is een fictieve zeeman, een matroos, zoals Hans Bötticher/Joachim Ringelnatz zelf ook is geweest. Hij komt voor in allerlei soort werk van Ringelnatz uit de periode 1920-1933. Het is een ruwe zeebonk, die allerlei soms schunnige grappen en verhalen, en ballades vol onwaarschijnlijke avonturen vertelt. Ringelnatz gebruikte dit personage ook als hij cabaret- of andere podiumoptredens verzorgde. De titel van de in 1920 verschenen bundel, Kuttel Daddeldu oder das schlüpfrige Leid, betekent ongeveer: Kuttel Daddeldu of het dubbelzinnige/ obscene verdriet.
Vanaf omstreeks 1950, het door de nazi's uitgevaardigde verbod op Ringelnatz'  werk gold niet meer, herleefde het personage in de DDR onder de naam Kuddel Daddeldu. In 1953 was in Oost-Berlijn het (nog bestaande) Kabarett-Theater Distel opgericht, dat een tegenwicht tegen West-Berlijnse satirische voorstellingen moest vormen, en dat, met typisch Berlijnse humor een beperkte mate van kritiek op de communistische maatschappij en op het dagelijkse leven mocht uitoefenen. Oost-Duitse cabaretiers traden er als Kuddel Daddeldu op tot na de Val van de Muur in 2010.

## Nalatenschap
Veel notities van Joachim Ringelnatz en zijn vrouw Muschelkalk zijn door haar kleinzoon Norbert Gescher nagelaten aan het in 2002 opgerichte Joachim-Ringelnatz-Museum te Cuxhaven.
Een andere verzameling van deze aard wordt bewaard in het Kunsthistorische Museum in Ringelnatz' geboorteplaats Wurzen.

## Een gedichtje van Ringelnatz:De mieren
Uit de bundel Die Schnupftabaksdose (1912).
Die Ameisen

In Hamburg lebten zwei Ameisen,

Die wollten nach Australien reisen.

Bei Altona auf der Chaussee

Da taten ihnen die Beine weh,

Und da verzichteten sie weise

Denn auf den letzten Teil der Reise.

So will man oft und kann doch nicht

Und leistet dann recht gern Verzicht.

## Afbeeldingen

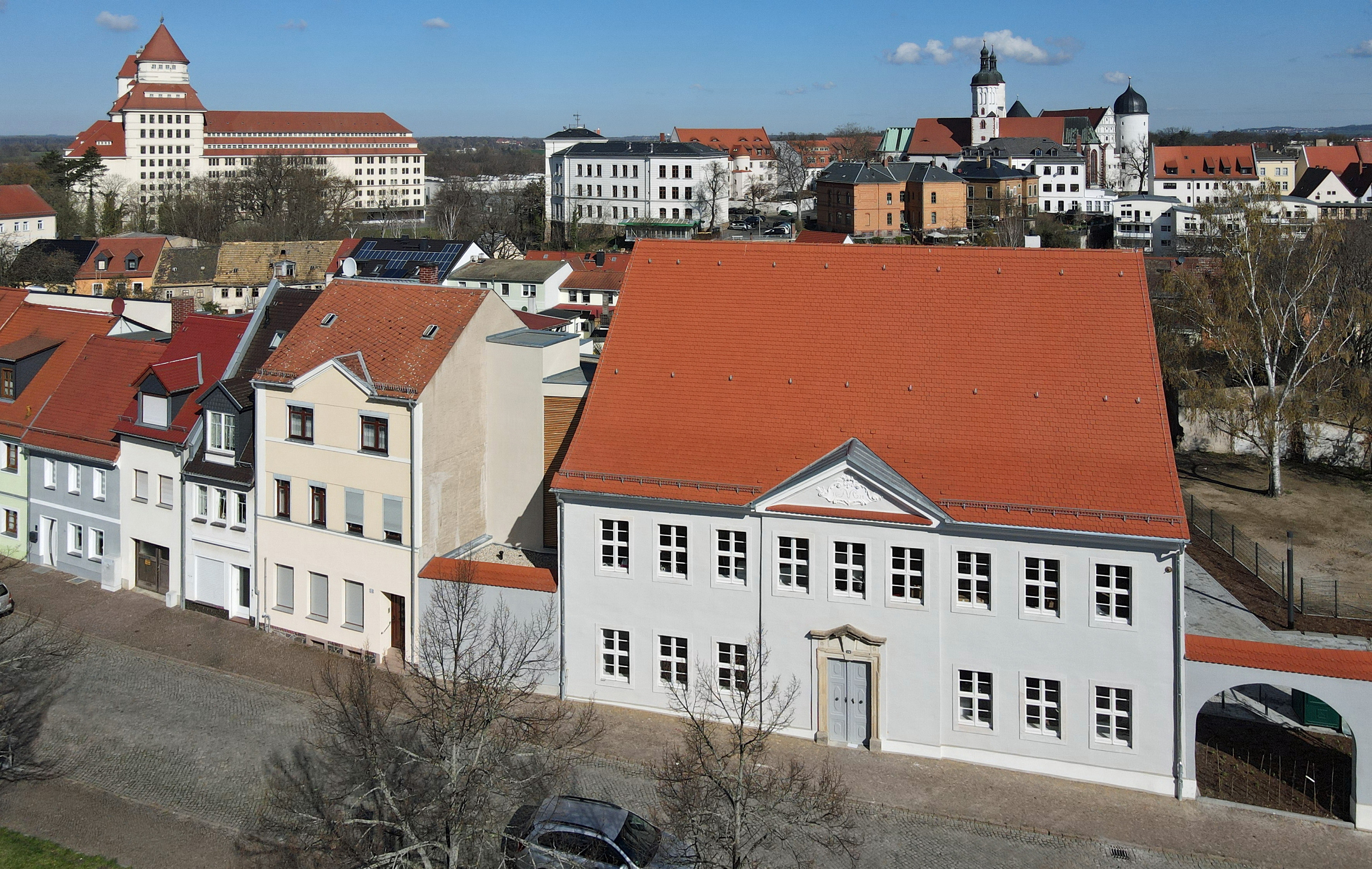
Ringelnatz' geboortehuis te Wurzen, na de renovatie in 2023
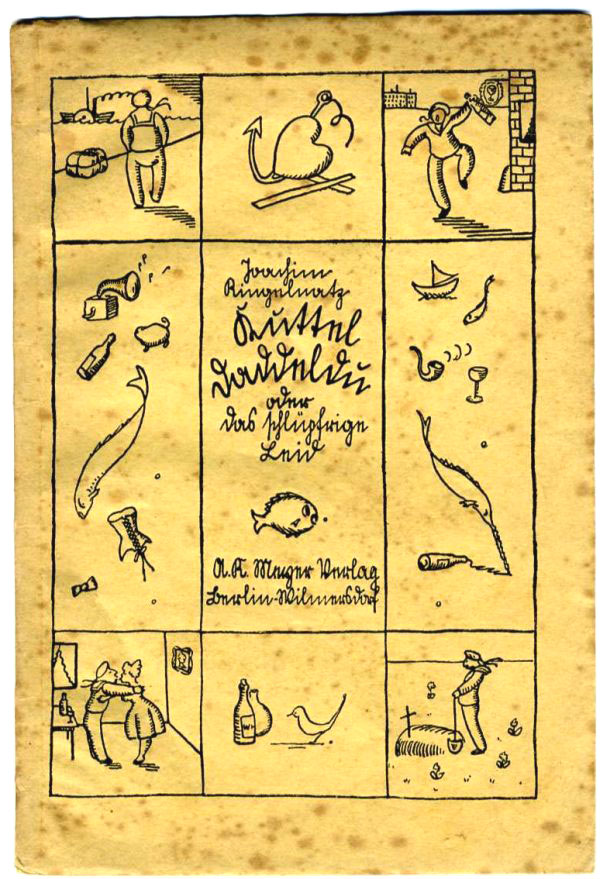
Voorblad Kuttel Daddeldu, 1920, illustraties door Ringelnatz zelf
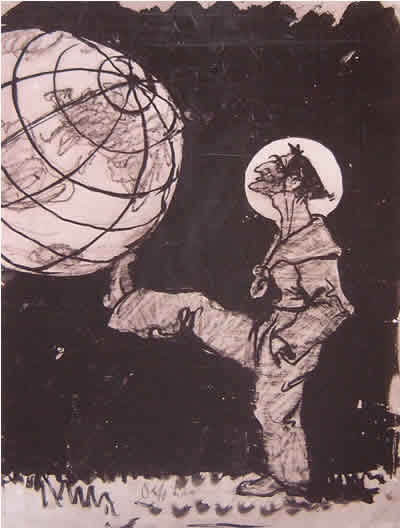
Kuttel Daddeldu, illustratie door Ringelnatz zelf
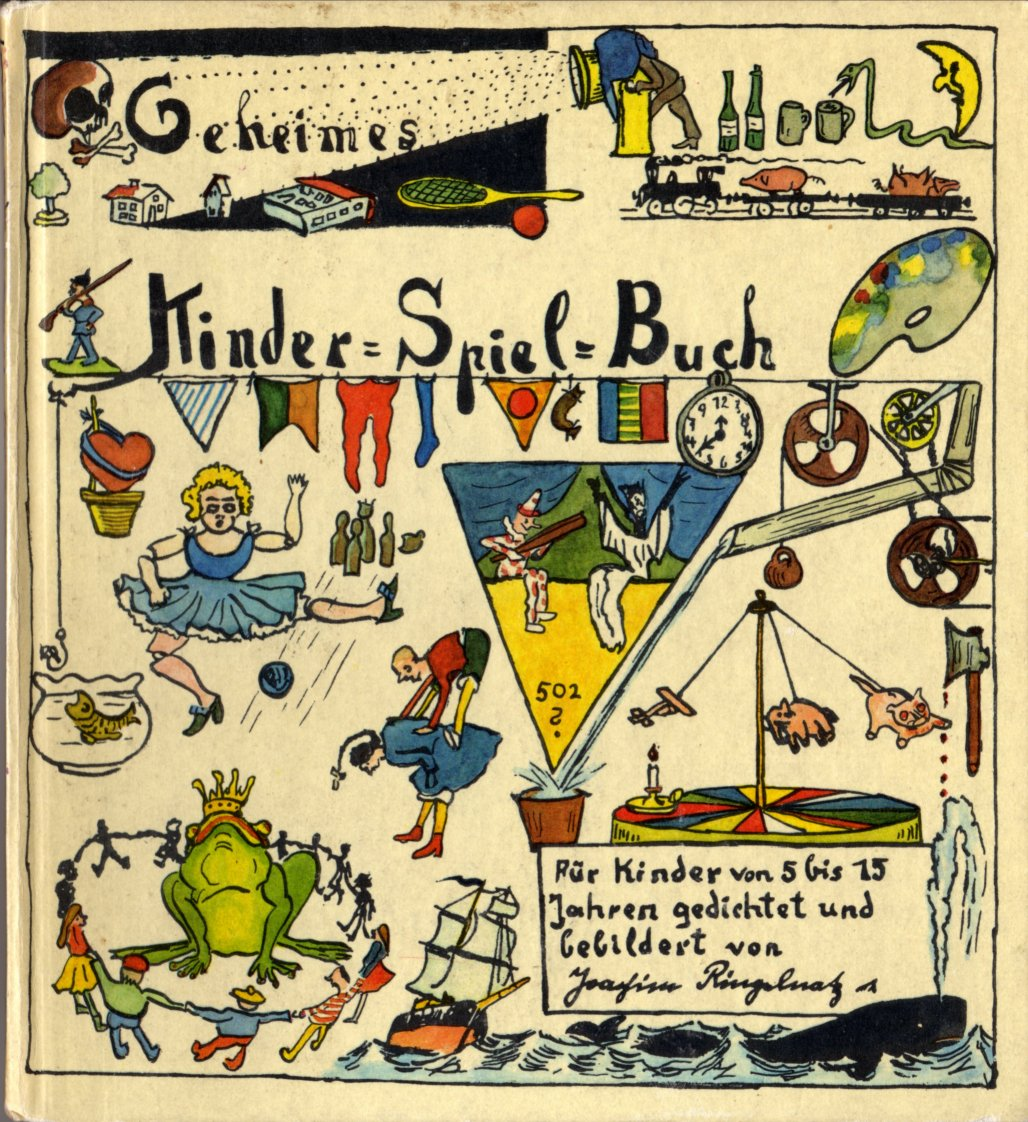
Omslag Geheimes Kinder-Spiel-Buch,  illustraties door Ringelnatz zelf
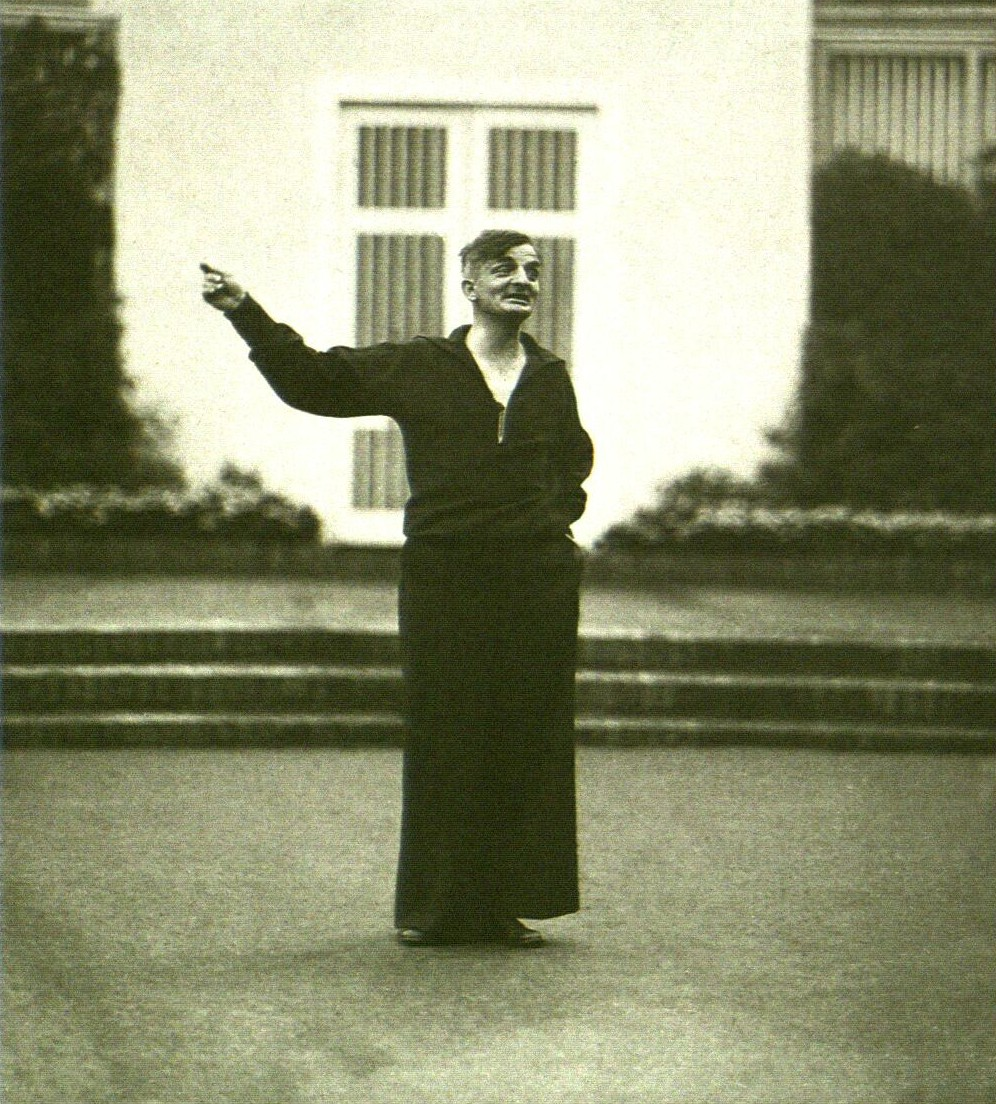
Ringelnatz tijdens een optreden in de open lucht, 1926
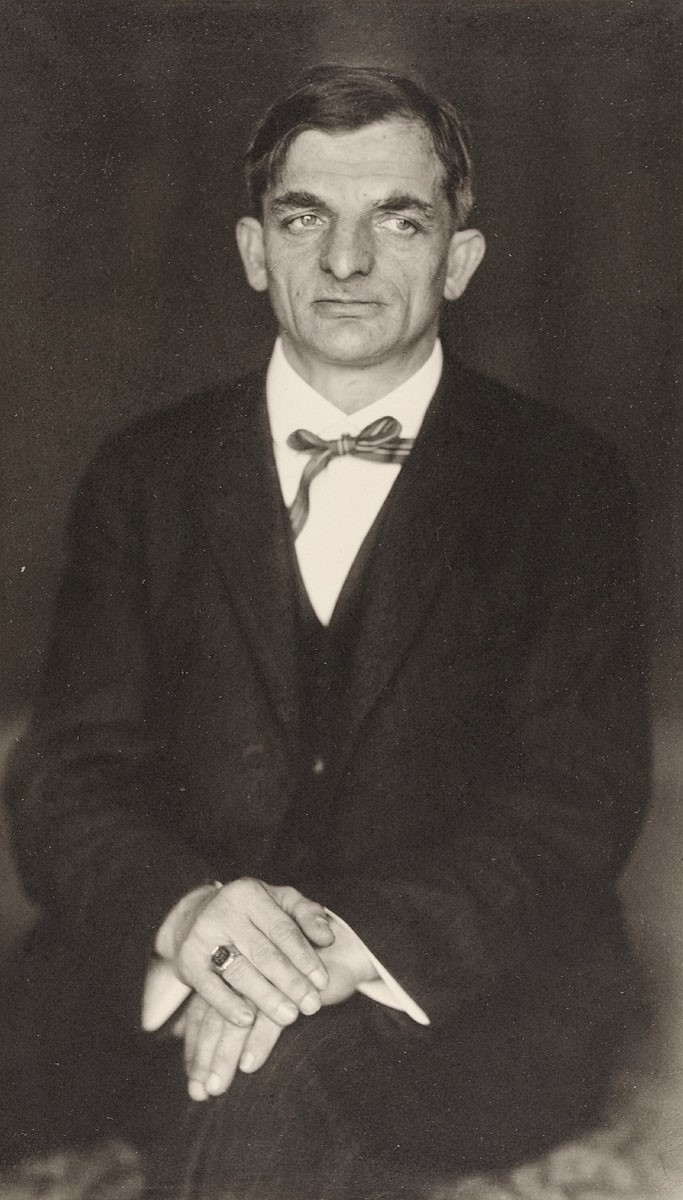
Portretfoto van Ringelnatz, ca. 1930
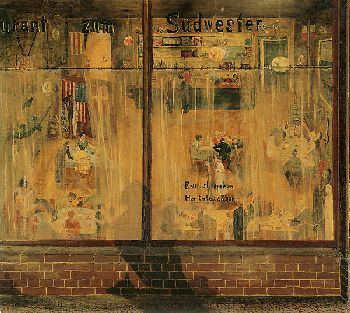
Schilderij uit 1933 door Ringelnatz Hafenkneipe (Havenkroeg)
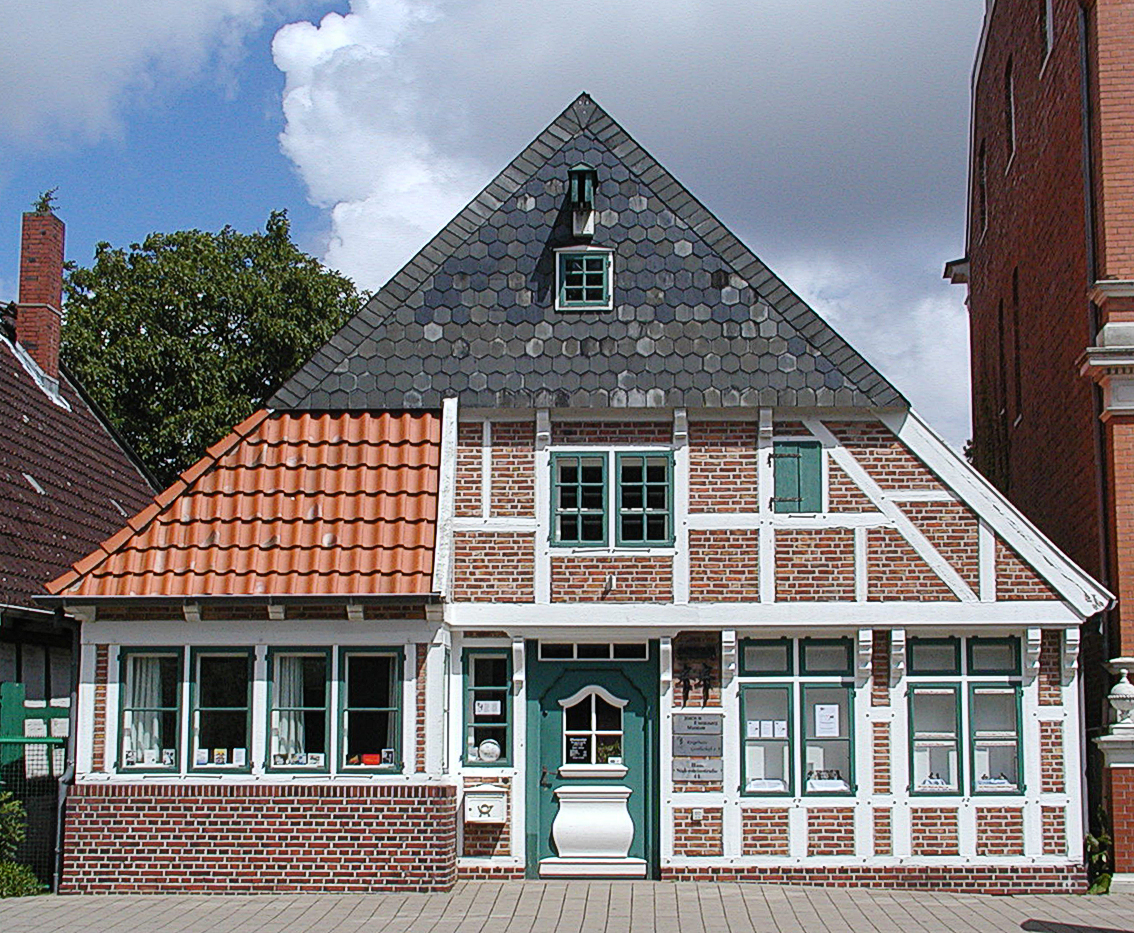
Cuxhaven, Joachim-Ringelnatz-Museum
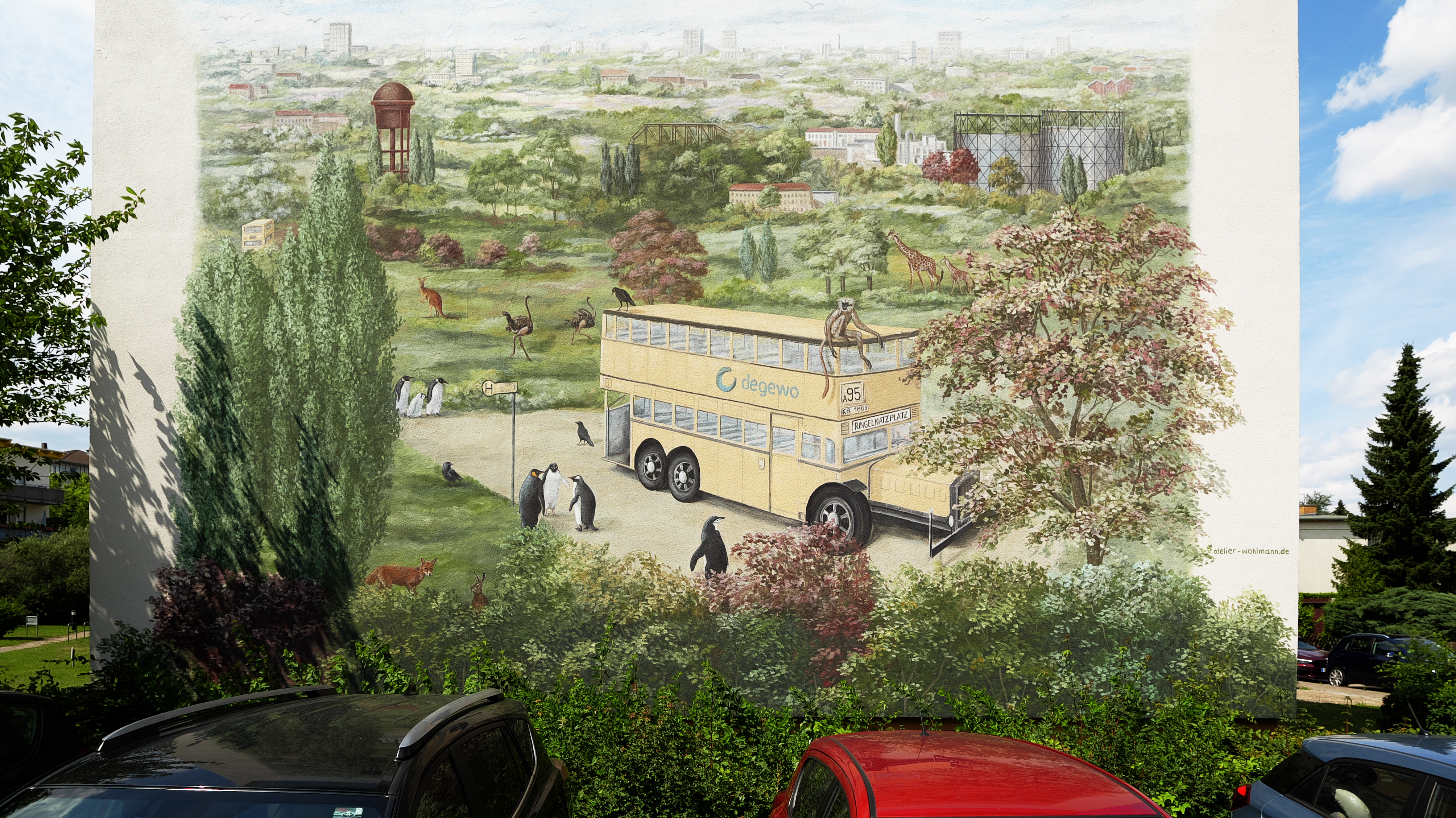
Mural Landpartie der Tiere op de zijgevel van een flat aan de Ringelnatzstraße te Berlijn
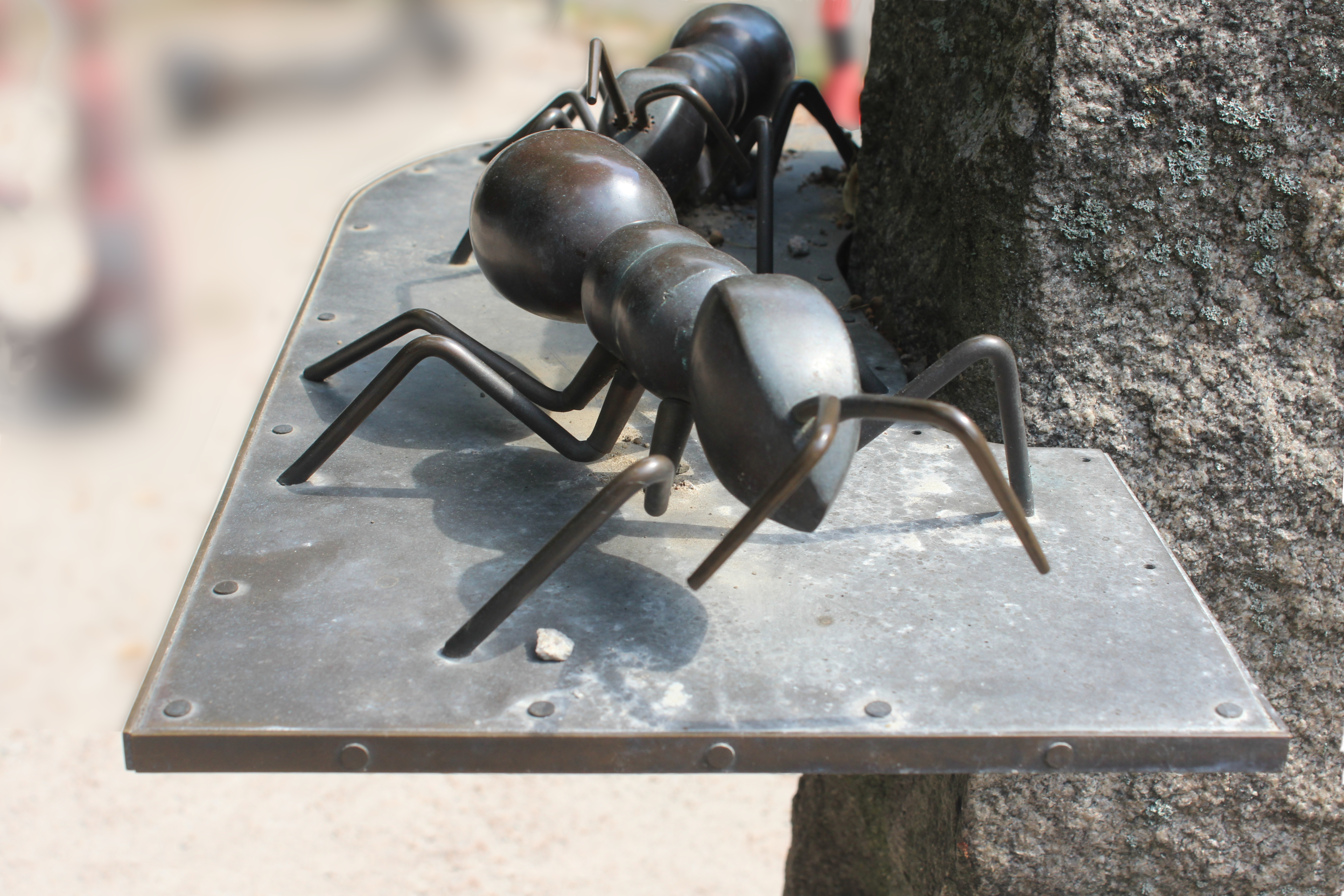
Bronzen beeldhouwwerk De mieren (Die Ameisen), Hamburg-Altona
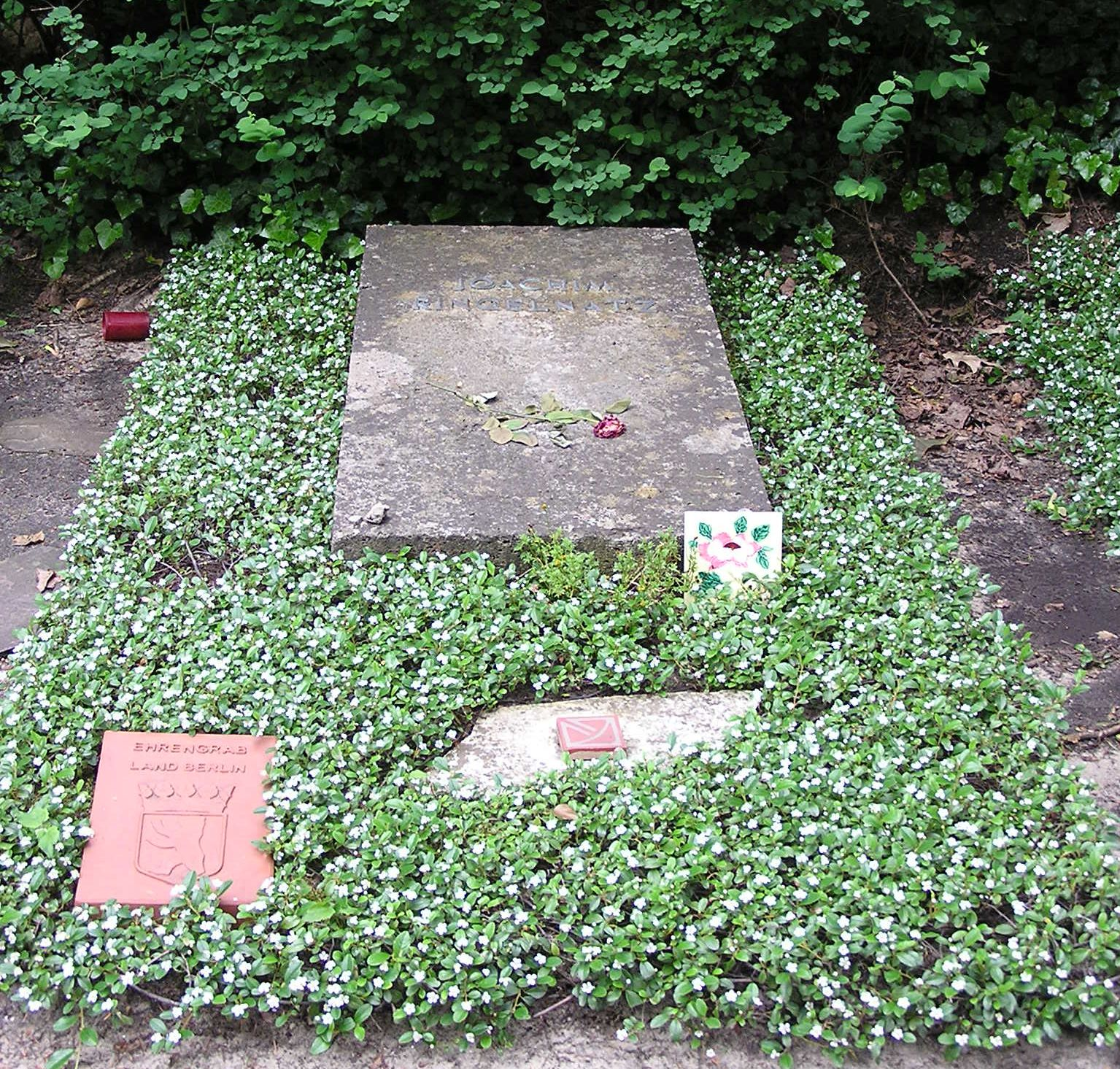
Graf van Joachim Ringelnatz, Waldfriedhof Heerstraße, Berlijn